# Kurt Wilhelm (Regisseur)

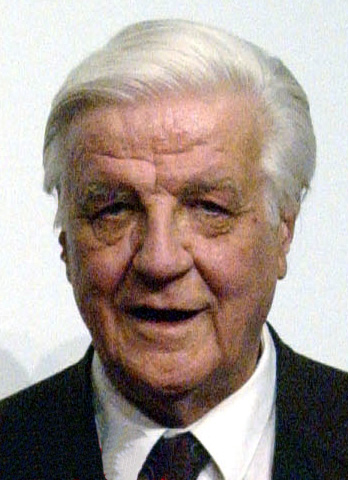
Kurt Wilhelm (2003)

Kurt Otto Wilhelm (* 8. März 1923 in München-Schwabing; † 25. Dezember 2009 in Straßlach) war ein deutscher Regisseur und Autor.

## Ausbildung
Seine Ausbildung erhielt Kurt Wilhelm am Max-Reinhardt-Seminar und an der Akademie für Musik und Darstellende Kunst in Wien. Nach ersten Rollen am Burgtheater und am Theater in der Josefstadt 1942/43 ging er ans Schauspielhaus Stuttgart, wo er sowohl als Schauspieler, Dramaturg als auch in der Regieassistenz tätig war.

## Konflikt mit dem NS-Staat
Anfang 1944 verhaftete die Gestapo Wilhelm und überstellte ihn an ein Sondergericht. Man hatte einen Brief von ihm abgefangen, in dem er sich kritisch über das nationalsozialistische Regime äußerte, und daraufhin Wilhelm denunziert. Kurt Wilhelm hatte großes Glück: Der seinen Fall bearbeitende Staatsanwalt erwies sich überraschenderweise als antinazistisch und verhinderte, dass der 21-jährige Dramaturg vor Gericht gestellt wurde. Nach dem Krieg sagte Wilhelm in einem Entnazifizierungsverfahren für seinen Retter aus.
Im Sommer 1944 wurde der an Kinderlähmung leidende Wilhelm wegen Haftunfähigkeit aus dem Untersuchungsgefängnis entlassen und begab sich augenblicklich auf Wanderschaft durch Deutschland, um einer eventuellen erneuten Verhaftung zu entgehen. 1945 kehrte Kurt Wilhelm in seine Heimatstadt München zurück.

## Hörfunk und Fernsehen
In München wurde Wilhelm Abteilungsleiter und Regisseur beim Bayerischen Rundfunk in München und blieb es bis 1988. Eine Anzahl erfolgreicher Hörfunksendungen und -serien wie die Inszenierungen der Mundarthörspiele Brummlg’schichten, die er zusammen mit dem später als Leiter des Fernseh-Komödienstadel bekannt gewordenen Olf Fischer oder mit Ellis Kaut auch großteils selbst mitverfasste, und die Fleckerlteppich-Folgen machten Wilhelm bei der Hörerschaft bekannt und beliebt. Aber auch die Kritik zeichnete ihn mehrfach für seine Sendungen aus.
Für das junge deutsche Fernsehen spielte Wilhelm ab den 1950er-Jahren ebenfalls eine tragende Rolle. Besonders seine sorgsam für das Fernsehen eingerichteten Opern- und von Franz Marszalek dirigierten Operetteninszenierungen (zusammen mit den Radioinszenierungen auf diesem Gebiet kommt Wilhelm auf annähernd 600 für den Hörfunk eingerichtete Werke des Musiktheaters), aber auch seine Regien bei den ersten Zeichengeschichten des deutschen Fernsehens, die aus der Feder von Reiner Zimnik stammten und bei denen der bekannte Schauspieler Joachim Fuchsberger als Sprecher fungierte, sind aus dieser Phase seines Wirkens als besonders prägend zu erwähnen. Letztere sind Teil vieler Zusammenarbeiten Kurt Wilhelms mit seinem Bruder, dem Komponisten Rolf Alexander Wilhelm. Kurt Wilhelm war mit der Schauspielerin Gerlinde Locker (* 1938) liiert. Aus dieser Verbindung stammt Sohn Anatol (* 1963). Mit seiner Ehefrau hat er einen weiteren Sohn.

## Theater
Nachdem er bereits auch erfolgreich Theaterstücke an verschiedenen Münchener Theatern inszeniert hatte, schrieb er für die Spielzeit 1974/75 für das Staatsschauspiel München eine äußerst erfolgreiche Bühnenadaption der volkstümlichen Kurzgeschichte um den Brandner Kaspar, die sein Ururgroßonkel Franz von Kobell 1871 in den Fliegenden Blättern veröffentlichte. Wilhelms Komödie Der Brandner Kaspar und das ewig’ Leben wurde nach ihrer Uraufführung am Residenztheater von verschiedenen Bühnen übernommen und auch im deutschen Fernsehen ausgestrahlt und von Wilhelm selbst für den Hörfunk bearbeitet. Diese Bearbeitung, in der mit Fritz Straßner, Gustl Bayrhammer und Toni Berger im Wesentlichen das Ensemble der Theateraufführung sprach, wurde später auch als Sprechplatte herausgegeben und ist heute als Hörbuch erhältlich. Das Stück war von der Uraufführung an ein großer Erfolg für das Münchener Staatsschauspiel und befand sich fortan bis in die 1990er Jahre hinein ununterbrochen auf dem Spielplan. Für Toni Berger wurde die Darstellung des Tod in Kurt Wilhelms Komödie der größte Erfolg seiner Theaterkarriere und auch so etwas wie die Rolle seines Lebens, die er annähernd 20 Jahre ununterbrochen auf der Bühne darstellte.
Mit Wolf im Nerz brachte Wilhelm 1984 neben vielen anderen Bühneninszenierungen vom Schauspiel bis zur Oper ein weiteres eigenes Stück auf die Bühne.

## Filmografie (Auswahl)
- 1954: Vater Seidl und sein Sohn (Fernsehserie)
- 1959: Heiße Ware (nur Co-Drehbuch)
- 1959: Paprika
- 1961: Zu viele Köche (TV-Krimi-Mehrteiler)
- 1962: Der Zigeunerbaron
- 1963: Der Arzt am Scheidewege
- 1964: Sicher ist sicher (Fernsehfilm)
- 1965: Die schwedische Jungfrau
- 1974: Alexander und die Töchter (Fernsehserie)
- 1975: Der Brandner Kaspar und das ewig’ Leben (Theateraufzeichnung)
- 1976: Vater Seidl und sein Sohn (Fernsehserie)
- 1979: Der Ruepp mit Karl Obermayr und Gertrud Kückelmann
- 1985: Hochzeit (Fernsehfilm)

## Werke
Auch als Schriftsteller war Wilhelm tätig. Er schrieb Romane, Erzählungen und veröffentlichte Arbeiten über Richard Strauss und dessen Werk.
- Brummlg’schichten. Ein Buch über die Sendereihe von Radio München, die Herrn Xaver Brumml’s Erlebnisse und Abenteuer zum Inhalt hat, Verlag Dr. Heinrich Buchner, München 1948
- Alle sagen Dickerchen. Ein Lied von Leib und Liebe, illustriert von Reiner Zimnik, Musik (d. h. in Faksimile gedruckte Noten) von Rolf Alexander Wilhelm, Süddeutscher Verlag, München 1956
- Der Brandner Kaspar und das ewig’ Leben, Theaterfassung, Rosenheimer Verlag, Rosenheim 1975, ISBN 3-475-52150-4
- O Maria hilf! und zwar sofort! damit’s ein (r)echter Bayer wird, illustriert von Josef Oberberger, Rosenheimer Verlagshaus, Rosenheim 1978, ISBN 3-475-52235-7
- Bairische Raritäten in Vers und Prosa, mit Bildergeschichten von Ernst Maria Lang, illustriert von Josef Oberberger, Ehrenwirth Verlag, München 1978, ISBN 3-431-02050-X
- Paradies, Paradies, Schneekluth Verlag, München 1981, ISBN 3-7951-0782-2
- Richard Strauss persönlich. Eine Bildbiographie. Fotos von Paul Sessner. Kindler, München 1984, ISBN 3-463-00881-5
- Der Brandner Kaspar, Roman, Nymphenburger Verlag, München 1987, ISBN 3-485-00547-9
- Fürs Wort brauche ich Hilfe. Die Geburt der Oper „Capriccio“ von Richard Strauss und Clemens Krauss. Dargestellt anhand der vollständigen Textentwürfe und Kompositionsskizzen, Nymphenburger, München 1988, ISBN 3-485-00568-1
- Ja, ja – die Kunscht, illustriert von Josef Oberberger, Verlagsanstalt Bayerland, Dachau 1993, ISBN 3-89251-158-6

## Diskografie
- Kurt Wilhelm’s Brummlg’schichten ISBN 3-934044-55-7 (Tonkassetten), ISBN 978-3-934044-80-7 (CD-Set)
- Jonas der Angler/Lektro: Die verschwundene Melodie. Joachim Fuchsberger liest moderne Märchen von Reiner Zimnik. Regie: Kurt Wilhelm ISBN 3-8291-1103-7
- Kurt Wilhelm – Der Brandner Kaspar und das ewig’ Leben. Komödie nach einer Erzählung, Motiven und Gedichten von Franz von Kobell, ISBN 3-934044-21-2
- Hugo Hartung: Ich denke oft an Piroschka. Regie: Kurt Wilhelm, Ullstein-Hörverlag, München 2003, ISBN 3-550-09092-7

## Ehrungen und Auszeichnungen
- 1977 Bayerischer Poetentaler
- 1979 Ludwig-Thoma-Medaille
- 1984 Oberbayerischer Kulturpreis
- 1994 Schwabinger Kunstpreis, Ehrenpreis
- 1994 Karl-Valentin-Orden

sowie
- Zwei Adolf-Grimme-Preise
- Kulturpreise der Bayerischen Landesstiftung
- Sigi-Sommer-Literaturpreis
- Bayerischer Verdienstorden
- Bundesverdienstkreuz 1. Klasse